# The Edge of Glory
"The Edge of Glory" pjesma je američke pop pjevačice Lady Gage. Izašla je 9. svibnja 2011. godine kao treći singl s njezinog trećeg studijskog albuma Born This Way.